# Apolo de Gaza
El Apolo de Gaza es una rara escultura de bronce de Magna Grecia del dios de la Antigua Grecia Apolo encontrada en la Franja de Gaza en 2013. Se puso a la venta en eBay, y posteriormente fue retirada e incautada por la policía gracias a la publicación del reportaje junto con fotografías del periodista italiano La Repubblica.

## Descubrimiento
Se afirma que la estatua fue recuperada del mar en agosto de 2013 por Joudat Ghrab, la BBC lo llama Jawdat Abu Ghurab. un pescador palestino local.. Ghrab dijo que vio la estatua tirada en aguas poco profundas cerca de la frontera de Gaza con Egipto, e inicialmente pensó que se trataba de un cuerpo muy quemado. La estatua tardó cuatro horas en llegar a tierra. Posteriormente, miembros de la familia de Ghrab pusieron a la venta la estatua en el sitio de subastas de Internet eBay por 500 000 dólares. Se cree que el precio de venta era muy inferior a su valor real. La policía designada por Hamás, los gobernantes de la Franja de Gaza, se incautó posteriormente de la estatua e investigó su procedencia.

## Diseño
La estatua no ha sido examinada por arqueólogos, pero un informe de Reuters publicado en The Guardian da testimonio de "unas pocas fotografías borrosas de la deidad intacta, que está tendida incongruentemente sobre una manta blasonada con Los Pitufos". Las pruebas datan la estatua entre el siglo V a. C. y el siglo I a. C. La estatua representa a Apolo con el pelo rizado y un ojo posiblemente incrustado con un iris de piedra azul, de pie, con el brazo extendido y la palma de la mano levantada.
Los historiadores han sugerido que la estatua se encontró en tierra y no en el mar debido a su aparente buen estado de conservación, sin signos de desfiguración metálica ni percebes.. Fadel al-Utol, arqueólogo de Gaza, observó la pátina verde: «Si hubiera pasado tiempo bajo el agua, el bronce estaría ennegrecido». La oscura ubicación del hallazgo de la estatua podría servir para evitar discusiones sobre su propiedad. Ghrab dijo que creía que la estatua le había sido «...regalada por Dios... Mi situación económica es muy difícil y estoy esperando mi recompensa».